# Piper lindenii
Piper lindenii är en pepparväxtart som beskrevs av C. Dc.. Piper lindenii ingår i släktet Piper och familjen pepparväxter. Inga underarter finns listade i Catalogue of Life.